# نينا ماري ليستر
نينا ماري ليسترهي مديرة برنامج الدراسات العليا وأستاذة مشاركة في كلية التخطيط الحضري والإقليمي بجامعة رايرسون. من 2010 إلى 2014، كانت أستاذًا مشاركًا زائرًا في هندسة المناظر الطبيعية والتخطيط الحضري في كلية الدراسات العليا للتصميم بجامعة هارفارد امتدت مسيرتها المهنية إلى العمل في القطاعين العام والخاص، حيث دمجت العلم والسياسة مع التخطيط والتصميم. بصفته باحثًا ومديرًا مؤسسًا لـخطة شكلية، وهي ممارسة تصميم إبداعي، يركز ليستر على تقاطع البنية التحتية للمناظر الطبيعية والعمليات البيئية في المناطق الحضرية.

## الخلفية والتعليم
ليستر مخططة محترفة مسجلة، لديها تدريب بعد التخرج في علم البيئة وعلوم البيئة وتخطيط المناظر الطبيعية والتخطيط الحضري. بصفتها باحثة ومعلمة، وتستخدم ليستر نهجًا بحثيًا متكاملاً للتصميم لاستكشاف المرونة وتصميم الأنظمة التكيفية في المناطق المتحضرة. بتأكيدها على تعقيد النظام البيئي والتنوع البيولوجي، يوضع عملها عند التقاء المناظر الطبيعية والبيئة والعمران. أسست بلاندفورم في عام 2006.

## المهنة
ليستر هي مبتكرة ومولدة تجريبية تهدف إلى تطوير أبحاث وممارسات التصميم البيئي. وهي عضو في مركز ريرسون للمياه الحضرية، حيث تساهم في العمل على تصميم بنية تحتية خضراء وزرقاء مرنة للمدن الصديقة للفيضانات. منذ عام 2016، مُول عملها من خلال منحة تطوير شراكة SSHRC ومنحة نشر مؤسسة جرهام.
في ممارستها المهنية، تتعاون ليستر بانتظام مع شركات التصميم الدولية في تقديم الطلبات إلى المسابقات والمعارض المحكّمة، مع التركيز بشكل خاص على الأعمال التخمينية والمبنية في المناطق الحضرية في عام 2010، عملت كمستشارة مهنية لمسابقة ARC الدولية لتصميم عبور الحياة البرية، والتي ركزت على إنشاء جسر للحياة البرية في فايل باس في كولورادو. ظهرت أعمالها في المعارض الدولية، بما في ذلك بينالي فينيسيا المعماري لعام 2016، حيث ساهمت في دخول كندا، استخراج، وهو فحص لدور كندا باعتبارها قوة طاغية للموارد العالمية. هي أمينة ومديرة XING - (إعادة) ربط المناظر الطبيعية، وهو معرض دائم في حديقة حيوان تورنتو يستكشف العلاقة بين الحياة البرية والتنمية البشرية والبنية التحتية الحضرية.
وهي محررة مشارك في منظمة «الإيكولوجيا الوقائية» (مع كريس ريد، وشركة هارفارد 2014) ونهج النظام البيئي: التعقيد وعدم اليقين والإدارة من أجل الاستقرار (مع ديفيد والتر-تويس وجيمس كاي، مطبعة جامعة كولومبيا، 2008). بالإضافة إلى تأليف أكثر من 40 مقالة مهنية وأكاديمية، بما في ذلك مساهمات في التصميم مع الطبيعة الآن (معهد لينكولن لاند، 2019)، الطبيعة والمدن: الحتمية البيئية في التخطيط والتصميم الحضري (معهد لينكولن لاند، 2016)، هو المناظر الطبيعية ... مقالات عن هوية المناظر الطبيعية (روتليدج، 2016)، التحضر الإيكولوجي (هارفارد GSD مع ناشري لارس مولر، 2010)، والمتنزهات الكبيرة (مطبعة برينستون المعمارية، 2008، الفائز بجائزة J.B. جائزة جاكسون للكتاب)، وقد شغل ليستر منصب رئيس تحرير مجلة استعادة البيئة.
حصلت ليستر على عضوية فخرية في الجمعية الأمريكية لمهندسي المناظر الطبيعية تقديراً لقيادتها الدولية في التصميم البيئي. كما أُختيرت في مركز البشر والطبيعة في عام 2012.

### المنشورات الرئيسية
- البيئة الواقية مع كريس ريد. هارفارد وصحافة أكتار، 2014
- نهج النظام البيئي: التعقيد وعدم اليقين والإدارة من أجل الاستقرار مع ديفيد والتنر تويس وجيمس كاي. مطبعة جامعة كولومبيا، 2008

### المعارض
- بينالي البندقية المعماري، 2016[11]
- المركز الكندي للهندسة المعمارية، مونتريال
- مؤسسة شيكاغو للهندسة المعمارية
- تورونتو تصميم التبادل
- معهد فان ألين نيويورك[13]

## الجوائز
- العضوية الفخرية: الجمعية الأمريكية لمهندسي المناظر الطبيعية
- باحثة كبيرة: مركز للبشر والطبيعة[13]